# Les Élémens, symphonie nouvelle
Les Élémens, simphonie nouvelle (orthographe de la partition gravée) est un ballet sans paroles composé pour ensemble instrumental en 1737 et 1738 par Jean-Féry Rebel. Cette œuvre est remarquable par l’audace harmonique de son introduction, inattendue à l’époque de sa composition.

## Composition
Le thème du ballet a été très probablement inspiré à Jean-Féry Rebel par le ballet-opéra Les Éléments qu'il avait dirigé en 1721.
La pièce comprend dix mouvements.
1. Le cahos (orthographe de la partition) ou chaos
Ce prologue de 127 mesures est une pièce instrumentale non dansée. Le chaos est divisé en sept parties se référant aux sept jours de la Création.
Le 1er chaos, indiqué « très lent », débute par un bloc harmonique comprenant toutes les notes de la gamme de ré mineur, le premier cluster de l’histoire de la musique (ré, mi, fa, sol, la, si , do ), tenu deux mesures par les cordes, le basson et le clavecin, en nuances indiquées « fort » puis « doux » (ou decrescendo), suivies d’un silence. Cet accord est maintenu dans les mesures suivantes avec accélération rythmique des noires, aux croches et aux doubles-croches avec un la aigu à la petite flûte tenu à la fin de la 3e mesure. Quatre thèmes sont exposés dans le 2e chaos, l’eau aux flûtes par un mouvement mélodique descendant puis ascendant par degrés conjoints en valeurs régulières puis l’air aux petites flûtes (piccolos) par un si  aigu tenu en trille en même temps que le feu aux violons par saccades dans l’aigu, enfin la terre à la mesure suivante par les instruments graves en valeurs longues. Ces thèmes sont développés dans les chaos suivants. Le 7e chaos plus court se déroule dans un climat apaisé sans les aspérités harmoniques et rythmiques des chaos précédents et se termine par une longue cadence en ré majeur[1].
La suite de la symphonie comprend des danses et des morceaux d’une instrumentation variée, de 2 à 5 parties, comprenant des cors et des hautbois, dans lesquels les éléments sont évoqués sans les audaces harmoniques de l’introduction.
2. Loure I : La terre et l'eau
3. Chaconne : Le feu
4. Ramage : L'air
5. Rossignols
6. Loure II
7. Tambourins I & II
8. Sicilienne
9. Rondeau : Air pour l'Amour
10. Caprice

## Instrumentation
L’édition gravée se présente comme une réduction comprenant deux parties de violons, deux de flûtes et une basse mais comporte des indications permettant une instrumentation plus riche. Une partition et des parties séparées manuscrites qui ont probablement servi  à l’exécution indiquent la participation de bassons, de cors de chasse et de hautbois et d’une contrebasse. Certains passages sont joués par des petites flûtes. Des parties de trompettes et de cors sont indiquées pour le final (caprice) de la symphonie.  
Cette édition de 1737 est précédée d’une introduction, Avertissement, dans laquelle le compositeur expose sa démarche, là voici avec l'orthographe de cette époque :

« Les Elemens peints par la danse et par la Musique M’ont paru susceptibles d’une variété agréable, tant par rapport aux differens genres de musique que par rapport aux habits et aux pas des danseurs.

L’introduction à cette Simphonie étoit naturelle, C’éstoit Le cahos même, cette confusion qui régnoit entre Les elements avant l’instant où assujettis a des loix invariables ; ils ont pris la place qui leur est prescrite dans L’ordre de la nature.

Pour désigner, dans cette confusion ; chaque Element en particulier je me suis asservi aux conventions les plus reçües.

La basse exprime la Terre par des notes liées ensemble et qui se jouent par secousses. Les Flutes, par des traits de chant, qui montent et qui descendent, imitent le cours et le murmure de L’eau. L’air est peint par des tenues suivies de cadences que forment les petites flutes ; Enfin, les violons, par des traits vifs et brillans, rèprèsentent l’activité du feu.

Ces caractères distinctifs des Elemens se font reconnoître, sèparés ou confondus, en tout ou partie, dans les diverses reprises, que J’appelle du nom de Cahos et qui marquent les efforts que font les Elemens pour se dèbarrasser les uns des autres. Au 7e cahos ces efforts diminuent à proportion que l’entier débrouillement approche.

Cette première idée m’a mené plus loin. J’ay osé entreprendre de joindre à l’idée de la confusion des Elemens celle de L’Harmonie. J’ay hazardé de faire entendre dabord tous les sons mêlés ensemble ou plutost toutes les notes de l’Octave rèunies dans un seul son. Ces notes se dèveloppent ensuite en montant à L’unisson dans la progression qui leur est naturelle, et, après une Dissonance, on entend L’accord parfait.

J’ay crû enfin que ce seroit rendre encore mieux le Cahos de l’harmonie, si en me promenant dans les differents Cahos sur differentes cordes, Je pouvois sans choquer l’oreille, rendre le ton final indècis, jusqu’a ce qu’il revint dèterminé au moment du dèbrouillement, »

.

## Représentations
L’œuvre a été représentée dansée le 27 septembre 1737 sans le chaos. 

Le chaos fut joué par l’Académie Royale de Musique, seul et non dansé, les 17 et 22 mars 1738 à la suite de pièces chantées d’autres compositeurs.  D’après le bref compte-rendu du Mercure de France de mars 1739, l’audace harmonique de la composition ne semble pas avoir rebuté : 

« L’Académie Royale de Musique donna […] deux Représentations de l’Opéra de Cadmus avec un très grand Concours ; cette Pièce fut suivie […] du Cahos du Sr Rebel, le père, lequel passe de l’aveu des plus grands Connoisseurs, pour un des plus beaux morceaux de Symphonie qu’il y ait en ce genre. »

Le chaos et des extraits des éléments furent encore joués dans un concert de juillet 1740.
Après deux siècles d’oubli, le ballet fut représenté en 1950 sur une chorégraphie de Serge Lifar par un orchestre dirigé par Roger Désormière. Depuis, la symphonie est périodiquement exécutée en version instrumentale par des ensembles baroques et des orchestres symphoniques.